# Juffure

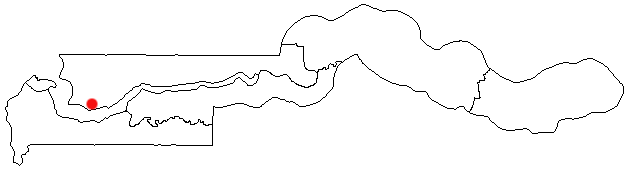
Jufurehs läge i Gambia.

Jufureh, Juffureh eller Juffure är en ort i Gambia som ligger på den norra sidan av Gambiafloden. Den är känd för att vara platsen där Alex Haleys anfader Kunta Kinte blev bortrövad av slavjägare på 1700-talet, vilket beskrivs i boken Rötter. Jufureh hade 635 invånare vid folkräkningen 2013 och är sammanvuxet med grannorten Albreda.

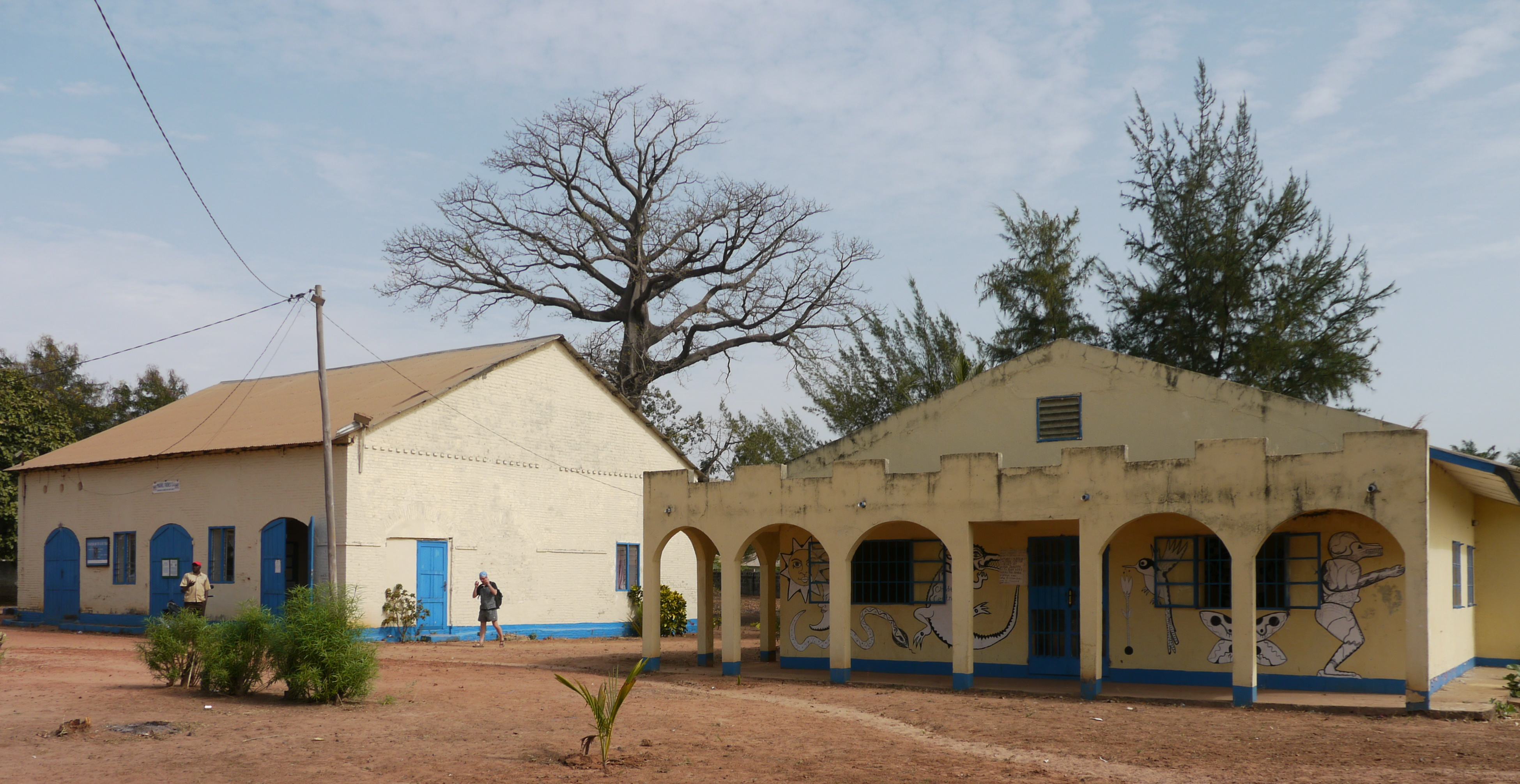
Maurel Frères Building.

I Juffure finns museet Maurel Frères Building, helt ägnat åt slaveriets historia. Museet är sedan år 2003 en del av Unesco-världsarvet Kunta Kinteh Island and Related Sites tillsammans med bland annat Kunta Kinteh Island.